# وست پسکو، واشینگتن
وست پسکو (به انگلیسی: West Pasco) یک منطقهٔ مسکونی در ایالات متحده آمریکا است که در شهرستان فرانکلین، واشینگتن واقع شده‌است. وست پسکو ۹٫۷ کیلومتر مربع مساحت و ۳٬۷۳۹ نفر جمعیت دارد و ۱۱۰ متر بالاتر از سطح دریا واقع شده‌است.